# Meet the Feebles
Meet the Feebles (Brasil: Meet The Feebles / Portugal: Feebles, os Terríveis) é um filme neozelandês de 1989 do gênero trash e musical, dirigido por Peter Jackson. Usando um humor negro característico dos filmes de Jackson, Meet the Feebles é uma sátira dos Muppets. Se tornou cult, porém nunca foi lançado no Brasil.

## Sinopse
O programa The Feebles Variety Hour estará ao vivo pela primeira vez. Enquanto todo mundo está ensaiando, Heidi, a hipopótama hiperativa, é várias vezes insultada por Trevor. Não aguentando, vai tirar satisfação com seu marido, um leão-marinho, que a trai com uma gata siamesa e faz filmes pornográficos de sadomasoquismo no porão do teatro. Quando Heidi descobre o plano de Bletch, ela se vinga matando todos os integrantes com uma metralhadora.

## Elenco (vozes)
- Donna Akersten — Gata Samantha / The Sheep
- Stuart Devenie — Sebastian / Dr. Quack / Vaca Daisy / Galinha Sandy
- Mark Hadlow — Heidi / Robert / Bulldog Barry
- Brian Sergent — Sapo Wynyard / Rato Trevor / Mosca FW
- Peter Vere-Jones — Bletch / Minhoca Arthur
- Mark Wright — Elefante Sid / The Cockroach / Louie the Fish
- Jay Snowfield — Killer man (não-creditado)
- Doug Wren — Bletch (não-creditado)

## Recepção
O filme teve muitas críticas positivas. O site especializado em críticas Rotten Tomatoes deu ao filme 75% de aprovação entre 248 críticas.